# Закуп (Ленинградская область)
Закуп — деревня в Выскатском сельском поселении Сланцевского района Ленинградской области.

## История
Деревня Закуп упоминается на карте Санкт-Петербургской губернии Ф. Ф. Шуберта 1834 года.

ЗАКУП — деревня принадлежит господину Мейеру, число жителей по ревизии: 12 м. п., 15 ж. п. (1838 год)

ЗАКУП — деревня господина Майера, по просёлочной дороге, число дворов — 4, число душ — 13 м. п. (1856 год)

ЗАКУП (ЗАКУТЬЕ) — деревня владельческая при колодце, число дворов — 4, число жителей: 10 м. п., 13 ж. п. (1862 год) 

В XIX — начале XX века деревня административно относилась к Выскатской волости 1-го земского участка 1-го стана Гдовского уезда Санкт-Петербургской губернии.
Согласно Памятной книжке Санкт-Петербургской губернии 1905 года деревня входила в Залесское сельское общество.

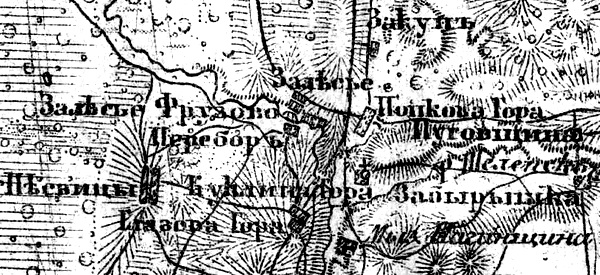
Деревня Закуп на карте 1919 года

По данным 1933 года деревня Закуп входила в состав Польского сельсовета Рудненского района.
По состоянию на 1 августа 1965 года деревня Закуп входила в состав Выскатского сельсовета Кингисеппского района.
По данным 1973 года деревня Закуп входила в состав Попковогорского сельсовета Сланцевского района.
По данным 1990 года деревня Закуп входила в состав Выскатского сельсовета.
В 1997 году в деревне Закуп Выскатской волости проживал 1 человек, в 2002 году — 2 человека (все русские).
В 2007 году в деревне Закуп Выскатского СП проживали 1, в 2010 году — 7, в 2011, 2012, 2013 и 2014 годах — 3 человека.

## География
Деревня расположена в центральной части района на автодороге 41К-020 (Сижно — Осьмино).
Расстояние до административного центра поселения — 6 км.
Расстояние до ближайшей железнодорожной платформы Сланцы — 9 км.

## Демография
| 1862 | 2007 | 2010 | 2017 |
| ---- | ---- | ---- | ---- |
| 23   | ↘1   | ↗7   | ↘3   |

## Инфраструктура
На 2014 год в деревне было зарегистрировано одно домохозяйство.